# Ellen Moons
 (octobre 2024).
Pour les articles homonymes, voir Moons.
Ellen Moons est une scientifique belge, professeur en physique des matériaux à l’Université de Karlstad, en Suède depuis 2011. Elle s'intéresse particulièrement aux matériaux organiques et hybrides pour le photovoltaïque en solution.

## Éducation
Elle étudie la physique à l'Université de Gand dans son pays d'origine la Belgique. Après sa maîtrise, elle bénéficie d'une bourse israélienne pour un séjour de six mois dans un premier temps.
Finalement, elle y reste pour préparer son doctorat à l' Institut Weizmann des Sciences aux côtés de David Cahe sur les cellules photovoltaïques à base de tellurure de cadmium.

## Carrière
Elle commence sa carrière postdoctorale en tant que chercheuse  à l'École Polytechnique Fédérale de Lausanne et à l' Université de Technologie de Delft. En ce temps, ses recherches portent sur les cellules solaires à colorant.
Après avoir obtenu son doctorat en 1995, Moons rejoint Cambridge Display Technology (en) comme  assistante de recherche où elle se spécialise dans les diodes électroluminescentes polymères. En ce temps, elle occupe un poste conjoint à l' Université de Cambridge, travaillant aux côtés de Richard Friend.
En octobre 2006, elle rejoint l'Université de Karlstad en tant qu'assistante. En 2011, elle devient professeur de physique au département d’ingénierie et de physique de cette université suédoise. 
En mars 2011, elle remporte le prix Göran Gustafsson, en Suède, au regard de ses recherches scientifiques. À cette époque, Karlstad s'investit sur le photovoltaïque à base de polymères. Moons élargit ce domaine de recherche en y introduisant de nouveaux matériaux et des recherches sur les relations structure-propriété. Moons s'efforce de comprendre les mécanismes de dégradation des matériaux énergétiques émergents dans le but d'améliorer les performances, la stabilité et la durée de vie des appareils.
Son équipe œuvre pour la corrélation de la morphologie des cellules solaires.  Ainsi, elle contribue à expliquer le mécanisme par lequel les domaines de donneur et accepteur  formées dans les couches actives des cellules solaires affectent leurs performances. Ses travaux sur la morphologie sont soutenus par la fondation KA Wallenberg. Outre la morphologie de la couche active, elle étudie l’impact de l’énergie du dispositif (par exemple, les niveaux d’énergie des intercouches et des interfaces) sur les performances du dispositif.
Moons emploie la microscopie à force atomique pour comprendre les caractéristiques à l'échelle nanométrique à la surface de ses films minces.  Moons montre que par la combinaison de la microscopie à force atomique à la spectroscopie infrarouge, il est possible de déterminer la composition chimique de ces domaines. Pour sonder la structure globale des films minces, elle utilise la spectrométrie de masse dynamique à ions secondaires.
En 2018, elle devient le premier membre de l'Université de Karlstad à être élu à l' Académie royale des sciences de Suède. Elle dit profiter de ce statut pour faire progresser l'impact de la physique dans la société.  À cet effet, elle siège au sein du Comité Nobel de physique décrivant sur YouTube, le 3 octobre 2018 la science du prix Nobel de physique en 2018.